# Peróxido de litio
El peróxido de litio es el compuesto inorgánico de fórmula química {\displaystyle {\ce {Li2O2}}}. Se presenta como un sólido blanco, no higroscópico de baja densidad, que ha sido utilizado para eliminar el dióxido de carbono ({\displaystyle {\ce {CO2}}}) de la atmósfera en las naves espaciales.

## Síntesis
Se prepara por reacción entre el peróxido de hidrógeno e hidróxido de litio. Esta reacción produce inicialmente peróxido de litio:
{\displaystyle {\ce {LiOH.H2O + H2O2}}}→ {\displaystyle {\ce {LiOOH}}}·{\displaystyle {\ce {H2O + H2O}}}
Este hidroperóxido de litio también se ha descrito como trihidrato de peróxido de litio monoperoxohidrato: ({\displaystyle {\ce {Li2O2}}}·{\displaystyle {\ce {H2O2}}}·{\displaystyle {\ce {3H2O}}}).  
La deshidratación posterior de esta sustancia da como producto sal de peróxido anhidro: 
{\displaystyle {\ce {2LiOOH}}}·{\displaystyle {\ce {H2O}}} → {\displaystyle {\ce {Li2O2 + H2O2 + 2H2O}}}
El {\displaystyle {\ce {Li2O2}}}se descompone a aproximadamente 450 °C para dar óxido de litio de acuerdo a la siguiente reacción química: 
{\displaystyle {\ce {2Li2O2}}} → {\displaystyle {\ce {2Li2O + O2}}}
La estructura del peróxido de litio sólido ha sido determinada por cristalografía de rayos X. El sólido posee subunidades eclipsadas de {\displaystyle {\ce {Li6O2}}}, con una distancia O-O de 1,5 Å, aproximadamente.

## Usos
Se utiliza en los purificadores de aire de las naves espaciales para absorber dióxido de carbono y liberar oxígeno de acuerdo a la reacción:
{\displaystyle {\ce {2Li2O2 + 2CO2}}} → {\displaystyle {\ce {2Li2CO3 + O2}}}
Por otra parte, a diferencia de la mayoría de los peróxidos de metales alcalinos, no es higroscópico. 
La reacción reversible de peróxido de litio es la base para el prototipo de batería de litio-aire. El uso de oxígeno de la atmósfera permite que ésta elimine el excedente de oxígeno para su reacción, con la ventaja de ahorrar peso y tamaño en la batería.